# Claes Lewenhaupt (1859–1937)
Claes Adam Carl Lewenhaupt, född 6 januari 1859 i Stockholm, död där 22 augusti 1937, var en svensk greve, officer och författare.
Fadern var Adam Lewenhaupt. Efter mogenhetsexamen i Stockholm 1877 ingick Lewenhaupt vid Livregementets husarer, där han blev underlöjtnant 1878, löjtnant 1888 och ryttmästare 1897. Han övergick 1909 till reserven. Åren 1889–1890 tjänstgjorde han som attaché vid beskickningen i Washington. 
Från 1891 ägnade sig Lewenhaupt en tid åt jordbruk och arrenderade Fostorp i Östra Vingåkers socken, men senare var han mest på resande fot och gav 1903–1932 ut ett stort antal reseskildringar från länderna kring Medelhavet. Han framträdde även som jakt- och djurskildrare med Jakt- och hundhistorier (1911) och som skönlitterär författare med sagosamlingarna Skatten i Alhambra. Jämte andra sagor och legender, samlade (1924), Prinsen med guldkrona och andra sagor från Frankrike och Västeuropa (1925) samt historiska skildringarna Ett dygn i Pompeji (1923) och Prinsessan av Ceuta. En resedagbok med historiskt perspektiv (1924).